# ماي بانج
ماي بانج (بالإنجليزية: May Pang)‏ هي مديرة تنفيذية موسيقية ‏ أمريكية، ولدت في 24 أكتوبر 1950 في مانهاتن في الولايات المتحدة.

## وصلات خارجية
- الموقع الرسمي
- ماي بانج على موقع IMDb (الإنجليزية)
- ماي بانج على موقع قاعدة بيانات الفيلم (الإنجليزية)